# Esperantský klub
| Esperanto |  |
| |  |
| Jazyk |  |
| |  |
| - Akademie esperanta - Gramatika - Slovníky - Esperantologie - Abeceda - Číslovky - Fundamento - lernu! - Letní škola esperanta                                                                             |  |
| |  |
| Organizace |  |
| |  |
| - UEA - TEJO - E@I - EEU - SAT - Český esperantský svaz - Česká esperantská mládež - Esperantské kluby - Katolíci                                                                                           |  |
| |  |
| Dějiny |  |
| |  |
| - Ludvík Lazar Zamenhof - Časová osa - Buloňská deklarace - Ido-schizma - Krize ata/ita - Neutrální Moresnet - Interhelpo - Pražský manifest - Bona Espero - Esperantské město                              |  |
| |  |
| Kultura |  |
| |  |
| - Esperantská setkání - Pasporta Servo - Hudba - Rozhlas - Finvenkismus - Homaranismus - Kabei - Politika - La Espero - Stelo - Symboly (vlajka) - UK - IJK - Esperantista - Rodilí mluvčí - Zamenhofův den |  |
| |  |
| Literatura |  |
| |  |
| - Autoři - Esperantské časopisy - Esperantské slovníky - PIV - Wikipedie - KAEST |  |
| |  |
| Úhly pohledu |  |
| |  |
| - Propedeutická hodnota - Srovnání s idem - Srovnání s interlinguou - Reformy - Odpor vůči esperantu |  |

Esperantský klub či klub esperantistů (v esperantu Esperanto-klubo, Esperantista klubo) je spolek mluvčích jazyka esperanto (tzv. esperantistů). Na rozdíl od celostátního esperantského svazu či mezinárodní esperantské organizace svou činnost esperantský klub obvykle geograficky omezuje na určitou obec či územní celek. Esperantské kluby tvoří už od vzniku esperanta základ esperantského hnutí, i když v poslední době se tato situace začala měnit díky možnosti okamžité a bezprostřední komunikace nabízené sítí internet.

## Charakteristika
Esperantské kluby se vzájemně odlišují řadou vlastností:
- stálé prostory pro schůze;
- pravidelnost a rozmanitost aktivit;
- pevná členská základna (a výběr členských poplatků);
- zaměření na určitou úroveň znalostí esperanta;
- specifičtější zaměření mimo esperanto samotné (např. klub esperantských učitelů, studentský klub, esperantský klub zdravotníků, klub při domě vědy apod.);
- vztah k celostátnímu esperantskému svazu (v Česku je takovým Český esperantský svaz);
- pravidelné pořádání kurzů esperanta.

## Nejstarší esperantské kluby
Nejstarší esperantský klub byl založen v Norimberku 18. února 1885, tedy ještě před zveřejněním jazyka esperanto (1887) – původně byl totiž založen jako klub příznivců jazyka volapük, než jeho valné shromáždění v roce 1888 pod vlivem Leopolda Einsteina jednohlasně rozhodlo k přechodu na esperanto. Norimberský klub začal také v říjnu 1889 vydávat vůbec první esperantský časopis La Esperantisto.

### Seznam nejstarších esperantských klubů
Následující seznam uvádí esperantské kluby založené v letech 1887-1895, tedy v prvních devíti letech existence esperanta (v závorkách jména zakladatelů):
- 1888
  - Norimberk (Christian Schmidt)
- 1889
  - Moskva
  - Sofie (Bogdanov)
- 1890
  - Schalke (Trompeter)
  - Ivanovo-Voznjesensk (Antoni Grabowski)
- 1891
  - München - "Societo E-isto-ja" = Internacia Klubo de Korespondado (L. E. Meyer z Norimberku)
  - Uppsala (S. Lundström)
  - Murom (W. Brzozowski)
  - Freiburg im Breisgau (dr. Haas)
  - Petrohrad (Art. Florell)
- 1892
  - Málaga
  - Göteborg (G. Backman)
  - Osterby (Ossian Holmquist)
  - Erlangen (Fr. v. Brtesen)
  - Schweinfurt (P. Kramer, Kirschner, Brand)
  - Vilnius (A. Naumann)
- 1893
  - Varšava (Al. Blumental, Rubin, J. Wasniewski)
- 1894
  - Steneby (Lindgven)
  - Oděsa (Gernet, Borovko)
  - Remeš-Soissons (Huisson)
  - Helsinky (W. Fagershom)
- 1895
  - Vladimir (V. Solodiĥin)

Na konci roku 1904 však existovaly již jen tři z těchto klubů, a sice kluby v Uppsale, Petrohradu a Oděse. Jiné z nich se dočkaly někdy i jen několika měsíců trvání, jako tomu bylo například u skupiny v Remeši, kterou utvořili mladí žáci místního lycea.

## Esperantské kluby v Česku
První esperantský klub v českých zemích byl založen v roce 1901 v Brně. Mezi zakladateli byli poslanec Josef Hybeš a redaktor Dělnických listů Karel Pelant. Šlo současně i o první esperantský klub na území celého Rakouska-Uherska. Pražský esperantský klub byl založen v roce 1902, jeho spoluzakladatelem byl Stanislav Kostka Neumann.
Dnes je v Česku činných kolem 30 esperantských klubů nebo kroužků, které vydávají časopisy, pořádají kongresy, letní tábory a mnohé další akce.